# 左翼共产主义者
左翼共产主义者（羅馬化：levyye kommunisty），又译左派共产主义者，也被称作左翼布尔什维克（левые большевики），是俄国共产党（布尔什维克）的一个政治派系，约在1918年1月出现，因其自称为“左翼共产主义者”而得名。主要领导人有尼古拉·布哈林、格奥尔基·皮达可夫、卡尔·拉狄克等。
1917年十月革命后，苏维埃俄国与德意志帝国就签订结束战争的和约进行谈判。苏俄领导人弗拉基米尔·列宁主张为保卫苏维埃政权应立即签订割地赔款的布列斯特-立陶夫斯克條約。以布哈林为首的“左翼共产主义者”则主张进行革命战争，坚决反对签订和约。1918年3月，在列宁的坚持下，苏俄政府与德国签订了和约。“左翼共产主义者”拒绝接受和约，以俄共（布）莫斯科区域组织的名义通过了一项反对俄共（布）中央的决议。1918年3月6日—8日，俄国共产党（布尔什维克）第七次代表大会批评了“左翼共产主义者”集团的错误。同年3月14日，第四次全俄罗斯苏维埃代表大会正式批准布列斯特-立陶夫斯克和约。
1918年底，该派别基本消亡，因为其领导人最终承认在俄国内战的形势下，他们的计划是不现实的，同时战时共产主义的政策满足了他们对经济实行激进转变的要求。军事反对派和工人反对派继承了“左翼共产主义者”的一些特征和成员，而在关于新经济政策和列宁继任问题的辩论中，“左翼共产主义者”的倾向在以加夫里尔·米亚斯尼科夫为首的工人集团中重新出现。大多数“左翼共产主义者”在1920年代与列夫·托洛茨基领导的左翼反对派有联系，并在1927年12月2日—19日举行的全联盟共产党（布尔什维克）第十五次党代表大会上被开除出党，后来在约瑟夫·斯大林发动的大清洗中被杀害。